# Forges-les-Eaux
Forges-les-Eaux je francouzská obec v departementu Seine-Maritime v regionu Normandie. V roce 2009 zde žilo 3 505 obyvatel. Je centrem kantonu Forges-les-Eaux.